# Буршаг
Буршаг — село в Агульском районе Дагестана. Административный центр сельского поселения «Сельсовет „Буршагский“».

## География
Расположено в 30 км к северо-востоку от села Тпиг, на высоте 2392 м на р. Кошанапу (бассейн р. Чирагчай), у подножья г. Джуфудаг.

## История
- Сражение отрядов князя Аргутинского-Долгорукого и Хаджи-Мурата 11 июля 1851 года.
- До 1934 — в Курахском районе.
- Часть жителей в 70-х гг. XX в. переселилась в с. Чинар Дербентского района.

## Население
По данным переписи 1886 года, в селе Буршаг численность населения составляло 291 человек, из них агулы — 265 (91,1 %), лезгины — 26 (8,9 %).
| 1895 | 1926 | 1939 | 1970 | 1989 | 2002 | 2008 |
| ---- | ---- | ---- | ---- | ---- | ---- | ---- |
| 289  | ↗341 | ↗365 | ↗387 | ↗428 | ↗655 | ↘634 |
| 2010 | 2021 |      |      |      |      |      |
| ↗653 | ↘604 |      |      |      |      |      |

Экономика села:
Животноводство: СПК «Буршагский», КФХ «Буршаг», КФХ Рамазанов Абдулмалик Абдулбариевич, КФХ «Цикам».
Пчеловодство: КФХ «Медовые Горы»

## Достопримечательности
- Квадратная боевая башня.
- Мечеть (XI в.).[11]  Известный востоковед А.Р. Шихсаидов свидетельствует, что джума-мечеть в с. Буршаг построена 650 лет тому назад.

## Известные жители
Буршаг — родина:
- Героя РФ, полковника Зулкаида Каидова (род. в 1968).
- Академика РАЕН, доктора филологич. наук, профессора Шабана Мазанаева[12].